# Диффузная идентичность
Диффузная идентичность (диффузия самоидентичности, нестабильность образа Я, слабодифференцированная Я-концепция, от англ. Identity Diffusion) — недостаток интеграции идентичности, проявляющийся в том, что у человека есть ощутимые противоречия в восприятии самого себя, сочетающиеся с бедным и плоским восприятием других; переживается как недостаток аутентичности, цельности истории собственной жизни, недостаточная упорядоченность и связность внутреннего мира (трудности и разрывы при описании собственной личности).
Сложности адаптации таких людей отчетливо проявляются в ситуациях неопределенности и свободы выбора, подразумевающих определенный уровень автономии у субъекта и ответственности за происходящее с ним. Характерна для людей с «хрупкой» пограничной личностной организацией, у которых часто можно наблюдать потерю временной перспективы (устойчивой ориентировки во временных координатах собственной жизни, многочисленные флэшбэки), пониженную толерантность к амбивалентности, неспособность справляться с сепарационными и анаклитическими тревогами.
О. Кернберг, Н. Мак-Вильямс, М. Линехан и ряд других авторов так или иначе описывали диффузную идентичность как критерий выделения пограничного уровня личностной организации, для которой типична связь с примитивными защитными механизмами и умеренной способностью к тестированию реальности (наблюдается тенденция смешивать информацию о своем прошлом со своими актуальными трудностями).

## История понятия, психодинамический подход

#### Эрик Эриксон
Э. Эриксон ввёл в психологию конструкт «идентичность», под которой он понимал внутреннюю непрерывность и тождественность личности на протяжении всей жизни. Данное чувство сопровождается ощущением осмысленности, целостности и целенаправленности деятельности с представлением (веры) в благоприятные внешние обстоятельства (но и готовностью встретиться с препятствиями). Восемь выделенных им стадий психосоциального развития формируют компоненты Я-концепции, а «неудачи» при решении задач развития на каждой из них ведут к характерным конфликтам и дефициту в восприятии себя и других. Также Эриксон выделял: а) эго-идентичность и более широкое понятие идентичности; б) позитивную и негативную идентичность.

#### Отто Кернберг
При теоретическом осмыслении динамики терапевтической работы с пограничными пациентами, О. Кернберг впервые выделяет понятие «диффузной идентичности» и приводит в своей книге «Тяжёлые личностные расстройства» ряд гипотез. Такая фрагментированная, ослабленная идентичность может формироваться
- При установленной границе Эго (четкий барьер между Я и другим), но неспособностью интегрировать в цельное Я все «хорошие» и «плохие» объект-репрезентации (они могут быть даже взаимно противоречащими когнитивно-аффективными репрезентациями). Это означает, что человек не может воспринимать других людей и события цельно, в совокупности положительных и отрицательных черт, приятных и неприятных аспектов, что в дальнейшем ведет к невозможности более объективной оценки реальности, трудности занять нейтральную позицию и дистанцироваться, не теряя подлинный контакт с происходящим.
- Как диссоциация между «хорошими» и «плохими» Я- и объект-репрезентациями является следствием ранней агрессии и травмы, которая в настоящем защищает любовь и «хорошее» от разрушения берущей верх ненавистью и «плохим».

#### Джеймс Марсиа
Дж. Марсиа является автором статусной модели идентичности, понимая последнюю как внутреннюю самосоздающуюся, динамическую организацию потребностей, способностей, убеждений и индивидуальной истории жизни. Он, как и Эриксон, считал, что структура идентичности складывается из последовательных решений каждой встречающейся проблемы, а сумма принятых решений относительно себя и своей жизни развивает личность, даёт возможность осознать свои способности и ограничения, формирует целенаправленность и осмысленность поведения индивида. Дж. Марсиа опирался на два критерия:
1. наличие / отсутствие поиска альтернатив;
2. наличие / отсутствие осуществлённого выбора, которые и легли в основу его классификации.

| Единицы идентичности | После кризиса            | Кризис    | До кризиса                   |
| сформировались       | достигнутая идентичность | -         | преждевременная идентичность |
| не сформировались    | диффузная идентичность   | мораторий | диффузная идентичность       |

Он выделил четыре статуса развития идентичности. Диффузная идентичность характеризуется им отсутствием цельной, определённой идентичности, поскольку в силу свойств личности и/или социального положения, ни поиск, ни выбор решения не осуществлялись индивидом. У таких людей нет внутренней целостности, стремлений и воли, которые могли бы послужить фундаментом для построения стратегии самореализации внутреннего потенциала в жизни. Для них характерен негативный эмоциональный фон, преобладание пассивности, пессимизма, апатии и тревоги. Им свойственны низкая самостоятельность и самооценка, невысокие моральные устои, неадекватный подход к процессу принятия решений и низкий уровень адаптации.

#### Другие психоаналитические направления
Разные представители психоаналитического направления (психологии самости, Эго-психологии, традиции объектных отношений) по-своему трактовали и обращались к этому понятию.
Х. Кохут замечал, как самость его современников становится все более уязвимой и опустошенной, как взрослые люди стараются заново пересобрать фрагменты и аспекты своего Я в подобие чего-то целостного, пытаются реабилитироваться и исцелиться от несложившейся детской привязанности, восполнить эмоциональную депривацию. И как все это приводит к разнообразным формам нарциссической компенсации.
Б. Килборн обращал свое внимание на такой аспект диффузной идентичности, как желание контролировать свой образ в глазах других, некая зависимость от внешней оценки, приписываемого статуса.
М. Кляйн и другие представители теории объектных отношений утверждали: отсутствие во внутреннем мире репрезентаций надежного, постоянно поддерживающего материнского объекта заставляет людей с диффузной идентичностью навязчиво искать его вовне и находить в искусственных объектах-заместителях, формируя симбиотическую привязанность-зависимость.

## Психологические нарушения
Данная степень интеграции идентичности чаще встречается в феноменологии личностных расстройств, особенно ярко при пограничном расстройстве личности (ПРЛ).
Интересен взгляд современных социологов и культурологов на социокультурные проявления VUCA-мира и эпохи постмодерна, состоящие в том, что расплывчатость, изменчивость индивидуальной идентичности наряду с моральным релятивизмом и обесцениванием межличностных отношений становится новой нормой.